# Prodioxys
Prodioxys är ett släkte av bin. Prodioxys ingår i familjen buksamlarbin.
Kladogram enligt Catalogue of Life:
| Prodioxys | \| \| Prodioxys carnea \| \| \| \| \| \| Prodioxys longiventris \| \| \| \| \| \| Prodioxys rufiventris \| \| \| \| |
|           | \| \| Prodioxys carnea \| \| \| \| \| \| Prodioxys longiventris \| \| \| \| \| \| Prodioxys rufiventris \| \| \| \| |
|           | Prodioxys carnea |
|           | |
|           | Prodioxys longiventris                                                                                              |
|           | |
|           | Prodioxys rufiventris                                                                                               |
|           | |